# 大川寺站

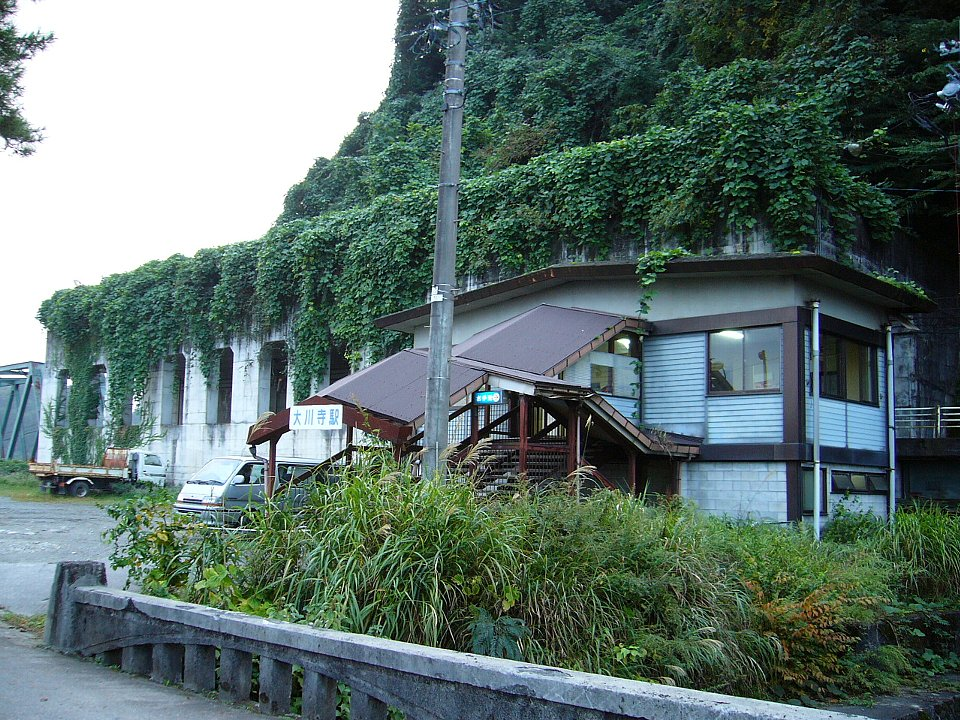
包圍車站月台的水泥擋雪上蓋。

大川寺站（日语：／ Daisenji eki */?）是隸屬於富山地方鐵道的鐵路車站，座落於富山縣富山市，通過本站後，便離開了富山市進入立山町範圍。
車站建築於山崖邊，向岩峅寺方向連接鐵橋，因部份月台及路軌部份為位處鐵架上，因而視作高架車站。整個月台及周邊均被水泥造的擋雪用上蓋所覆蓋，感覺如置於半室內車站中。
本站能通往雄山神社前立社壇，過往地鐵亦在附近興建了主題公園，因而有不少人使用，是有站員駐守的車站，但自1996年閉園後，業務變得清閒，逐改為無人站，只在每年元旦的初詣臨時列車及當日才會臨時有職員於站內駐守負責車票發售事宜。

## 歷史
- 1929年6月10日：富山縣營鐵道新增車站開業，稱為「上瀧公園下站」[1]。
- 1943年1月1日：路線及車站合併入富山地方鐵道。
- 1959年1月1日：車站改稱「大川寺公園站」。
- 1967年1月1日：車站改稱「大川寺遊園站」。
- 1976年11月10日：第2代站舍啟用。
- 1997年4月1日：車站改稱「大川寺站」。

## 利用人數
| 乘車人員推算 | 乘車人員推算 | 乘車人員推算 |
| 年度         | 1日平均人數  |              |
| ------------ | ------------ | ------------ |
| 2004年       | 60           |              |
| 2005年       | 68           |              |
| 2006年       | 65           |              |
| 2007年       | 66           |              |
| 2008年       | 65           |              |
| 2009年       | 61           |              |
| 2010年       | 64           |              |
| 2011年       | 60           |              |

## 相鄰車站
富山地方鐵道
■上瀧線
普通
上瀧（T69）－大川寺（T70）－岩峅寺（T51）

## 外部連結
- 富山地方鐵道大川寺站公式網頁。（页面存档备份，存于）（日語）